# Guadalupe (Huila)
Guadalupe es un municipio colombiano ubicado al sur del departamento de Huila, a margen izquierda del valle del río Suaza, sobre los flancos de la cordillera Oriental. Su extensión territorial es de 242 km², se encuentra a una altitud de 940 m s. n. m. y su temperatura promedio es de 22 °C.
Cuenta con una población de 19.508 habitantes de acuerdo con proyección del Departamento Administrativo Nacional de Estadística para el 2024. Hace parte de la Región Subcentro del departamento. 
Las principales actividades económicas del municipio son la agricultura, ganadería, piscicultura, pequeña industria artesanal y el comercio.

## Geografía

### Límites
Al norte con el municipio de Garzón por la quebrada La Pescada.
Al sur con el Municipio de Suaza, partiendo del zanjón El Lindero, pasando por los cerros de San Calixto y Pablico hasta encontrar el nacimiento de la quebrada La Perica.
Al occidente con el Municipio de Altamira por el Río Suaza.
Al oriente con el departamento del Caquetá, divisoria de aguas Cordillera Oriental desde nacimiento de la quebrada La Pescada hasta la Quebrada La Perica.

### Hidrografía

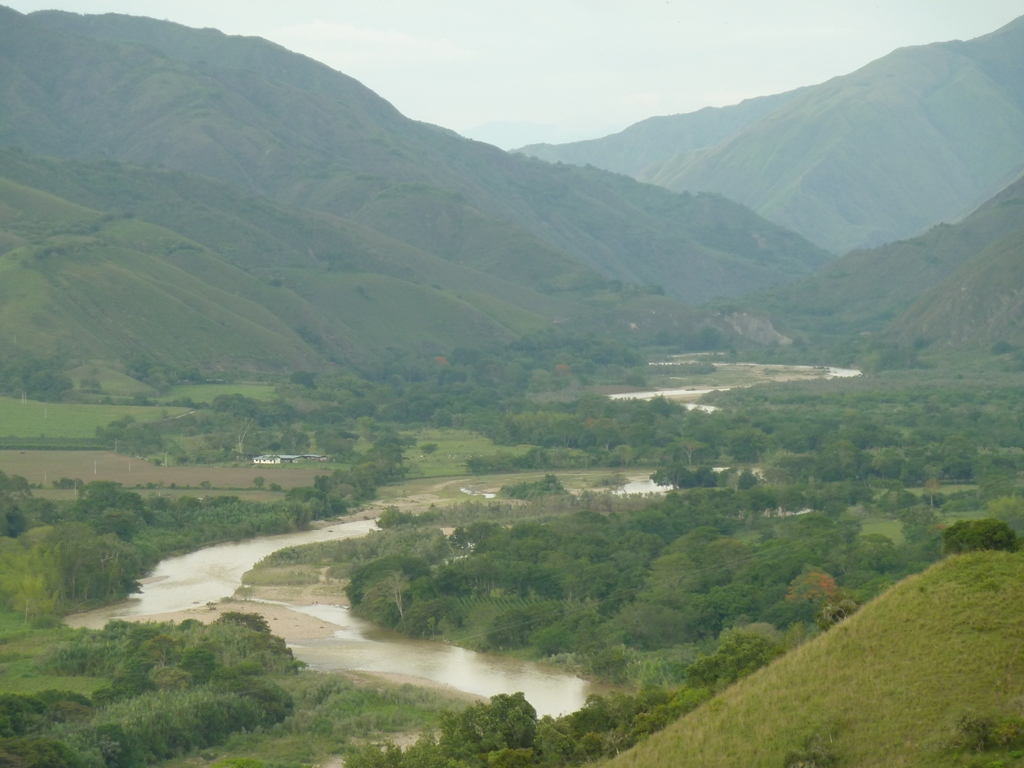
Río Suaza.

El sistema Hidrográfico de Guadalupe pertenece a la Cuenca del Río Suaza, corriente que se convierte en el receptor final de la totalidad de las aguas producidas en la zona.
La cuenca del río Suaza tiene sus orígenes en las estribaciones de la vertiente occidental de la cordillera Oriental, en los límites de los departamentos Huila y Caquetá, con una extensión de 151.873 Has en jurisdicción de los municipios de Acevedo, Suaza, Guadalupe, Altamira y Garzón.
Por el municipio de Guadalupe el río Suaza hace un recorrido de 18 kilómetros que equivale al 18% del total desde su nacimiento en los Picos de la Fragua hasta su desembocadura en el río Magdalena. En la jurisdicción de Guadalupe, recoge las aguas de las quebradas La Pescada, la pintada y la Viciosa, forma un valle de aluvión con tierras fértiles propias para la agricultura.
La cuenca del Río Suaza, está complementada por tres (3) Subcuencas; La de la Quebrada la Viciosa desde el extremo oriental del Municipio en la vereda la Rivera límite con el Departamento del Caquetá, hasta su desembocadura en el río Suaza límite con el Municipio de Altamira, La de la Quebrada la Pintada Desde la vereda Sinaí hasta su desembocadura en el Río Suaza límite con el Municipio de Altamira y la de la Quebrada la Pescada que sirve de límite con el Municipio de Garzón, localizada sobre el extremo Nororiental en límites con el Departamento del Caquetá y el Municipio de Garzón en la vereda la Palmeras y aguas a bajo lindando con el Municipio de Garzón hasta su desembocadura en el río Suaza.

## División Político-Administrativa
Además de su Cabecera municipal. Guadalupe tiene bajo su jurisdicción los siguientes Centros poblados:

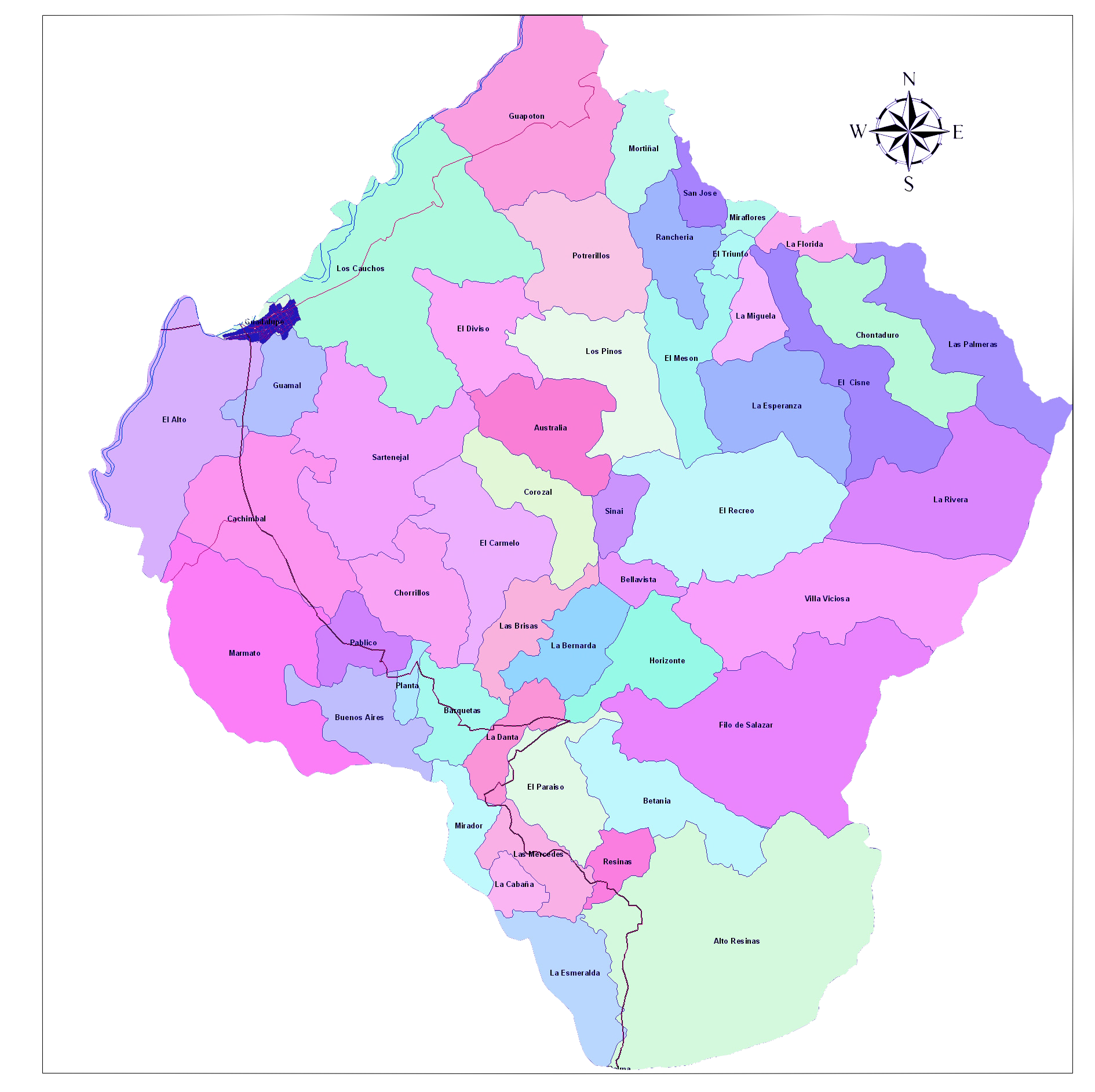
Mapa de Guadalupe.

- Cachimbal
- Los Cauchos
- Miraflores
- Potrerillos
- Resina
- San José
- Sartenejal

## Símbolos

### Bandera
La Bandera del Municipio de Guadalupe tendrá 1.5 metros de ancho, por 2.5 metros de largo, se compone de los colores AZUL, AMARILLO Y VERDE, distinguidos en cinco franjas paralelas y horizontales, de las cuales el azul ocupará la parte superior e inferior de la bandera y tendrá de ancho 40 cm. Por cada franja; simbolizan la quebrada la Viciosa y el río Suaza, principales fuentes hidrográficas que bañan el municipio. Luego de la franja superior e inferior azul, viene una de color amarillo de 15 cm de ancho cada una, símbolo de las riquezas que contiene nuestros suelos. En la parte central una franja de color verde, representando el gran valle del Suaza y de la Viciosa, la actividad agrícola y la fertilidad de las tierras dando productividad, abundancia y esperanza al municipio. Adoptado como símbolo municipal, por Decreto N.º 014 del 25 de mayo de 1990.

### Escudo
El escudo está enmarcado en un blasón de forma alemán, de color dorado, simbolizando el brillo, esplendor y realce de los hijos de la tierra guadalupana. Está dividido en dos partes iguales:
- En la parte superior, una paloma blanca sobre un fondo azul, siendo este color celeste la representación de 310 fuentes hidrográficas que tanto abundan en el municipio. La paloma simboliza la paz, la pureza y la honradez característica de los pobladores.

- En la parte inferior, una cadena de montañas, la cordillera Oriental, límite entre los departamentos del Huila y Caquetá que constituye al municipio en Puerta de entrada a la Amazonia colombiana. Frente a esta cadena de montañas aparece la capilla a Santa Lucía como símbolo de la atracción turística y religiosa del pueblo. En el fondo resplandecen unos rayos de luz, símbolo de la divinidad y el poder de Dios, quien guía y conduce la mano del hombre sobre el surco, para hacer de estas tierras suelos fértiles y productivos.

Fuera del blasón irá la cinta de color rojo, símbolo del amor y de la cordialidad de nuestras entes con las palabras: FE, LABORIOSIDAD Y PROGRESO. Lema del municipio. FE: constancia y convicción en Dios y en sí mismo para lograr algo. LABORIOSIDAD: esfuerzo y trabajo constante. PROGRESO: buscar el adelanto, desarrollo y enaltecimiento del municipio mediante la fe y la constancia. Adoptado como símbolo municipal, por Decreto N.º 014 del 25 de mayo de 1990.

### Himno
Letra:
|  | I Tenemos aquí en el Huila un municipio ideal y se llama Guadalupe tierra de prosperidad. II Oh virgen de Guadalupe en honor a tu bondad, esta tierra fue fundada por Francisca Salazar. |  | Coro Guadalupe tierra hermosa de alegría sin igual, con dos vertientes grandiosas cual luceros de cristal. III El caucho solterón, laguna de Guapotón son dos recursos valiosos que nos llenan de emoción |  | IV La Viciosa y la Cascada de la Planta si señor, se abrazaron con el Suaza haciendo nido de amor. Coro Las veredas de mi tierra tienen mucho que mostrar, las costumbres ancestrales y riqueza cultural. |  | V La gente guadalupana rebosa fraternidad, a sus fiestas patronales peregrinos vienen ya. ... |  |  |

## Historia

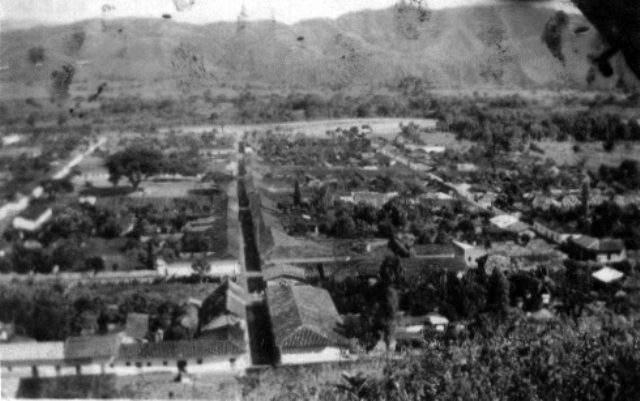
Panorámica de Guadalupe (1945).

Según los primeros indicios en el año de 1682 existió un caserío en confluencia de la quebrada de la Viciosa en el río Suaza, y desde 1715, fue un corredor utilizado para la conducción del caucho extraído desde las selvas del amazonas; desde entonces Guadalupe se constituyó en un caserío en el cual los viajeros hacían estancia para divertirse en casas de lenocinio que por aquel entonces estaban ubicadas en lo que hoy es el parque principal, El asentamiento humano comenzó a radicarse firmemente en el territorio en el año 1715; cuando Doña Francisca de Salazar, rica hacendada, hizo donación de un lote de cinco leguas por cada lado, comprendido por el norte y el sur entre los ríos Pescada y Suaza; arroyo de Emayá por el occidente y los ramales de la cordillera por el oriente para que se construyera la parroquia de Nuestra Señora de Guadalupe de la cual era devota. Alrededor de la iglesia se formó el caserío y futuro pueblo de La Viciosa, como se le llamó al municipio inicialmente.
Casi un siglo más tarde en 1804, se estuvo gestionando la fundación de la Viceparroquia, y la licencia fue concedida por el hermano. Señor Velarde y aprobada por el Virrey el 7 de abril de 1807. Más tarde por segunda vez, la autoridad eclesiástica erigió la citada Viceparroquia por decreto del 12 de diciembre del 1811, que dice en su parte resolutiva: “Por tanto, mandamos librar y librarnos el presente por el cual erigimos y creamos Iglesia ayuda de Parroquia en el sitio de La Viciosa, territorio de curato de La Jagua, Mariano Pérez Valencia.”
El primer documento con relación a este asunto es el decreto del señor Provisor Don José María Grueso del 17 de junio de 1819, que fue enviado al Virrey Sámano. Parece que el Virrey alcanzó a darle la aprobación, pero la confusión que sobrevino el gobernador de su majestad dos meses después por la inesperada y victoriosa campaña de Boyacá, nada se encontró acerca de dicha ratificación; sólo el decreto del provisor fue hallado por el general Santander quien lo aprobó por decreto el 24 de noviembre de 1819.
Cuatro años después, el mismo Señor Salvador Jiménez de Enciso ratificó la erección por el decreto 25 de pueblos y parroquias.
Para mayor ilustración, hagamos un recorrido por el calendario histórico más sobresaliente en la vida de la municipalidad.
1715- Doña Francisca Salazar Valdés, hija del escribano Francisco de Salazar y Barrios y Petronila Valdés, dueña en ese entonces de la hacienda de Cachimbal, hace donación de cinco fanegadas de tierra con destino a la fundación de un pueblo en honor a la Virgen de Guadalupe; limitando así: Por el norte con la quebrada Pescada, por el sur el río Suaza, por el occidente con el arroyo Emayá y por el oriente con los flancos de la Cordillera Oriental.
1783- 8 de marzo. Desde la parroquia de la Jagua son administrados los caseríos de San Calixto de Suaza, La Viciosa hoy Guadalupe, Boquerón hoy Altamira y Garzoncito hoy Garzón. En esa época los pueblos más importantes que había sobre la serranía de la Ceja, eran Timaná y la Jagua.
1807- 7 de abril. Monseñor Velarde, de acuerdo con el Virrey erigió el caserío como Viceparroquia de la Viciosa, dependiente de la parroquia de la Jagua.
1819- 24 de noviembre. Fue confirmado mediante decreto firmado por el General Santander, la erección de la parroquia de Nuestra Señora de Guadalupe del pueblo de la Viciosa.
1823- 25 de agosto. Es ratificado por el Ilmo. Salvador Jiménez de Enciso, la erección en parroquia del pueblo de la Viciosa y Suaza, segregada de la parroquia de Timaná y la Jagua bajo advocación de la Virgen de Guadalupe, cumpliendo así la exigencia de la donante del terreno en 1715, y eligieron como primer párroco al doctor Francisco Sánchez; elección que se hizo mediante voto de pueblo, la Viciosa tenía para ese entonces 1698 habitantes y Suaza 1020.
1827- 16 de noviembre. A las 5:45 de la tarde se sintió un violento terremoto que unió los cerros de Buenavista y el Grifo formando una represa del Río Suaza y la quebrada la Viciosa, obstrucción que duró cincuenta y cinco días, cubrió a Lagunilla, Los Cauchos, Turupamba y el pueblo desapareció por completo.
1828- 10 de enero. En las primeras horas de la noche se rompió la represa y arrasó con todas las cementeras, habitaciones y animales que encontró en las orillas, llenó de lodo todas las casas y en general todo el poblado.
1828. 26 de agosto. El obispo de Popayán erige en parroquia el caserío de Guadalupe, atendiendo la solicitud que habían hecho los vecinos desde 1811, pidiendo que los independizara de la Jagua. Así lo consigna el historiador Gabino Charry en su libro Frutos de mi tierra, pero de acuerdo con la gravedad, pues Guadalupe fue destruida en su totalidad por el terremoto de 1827, solo habían pasado siete meses y el terreno no se había solidificado, por lo que no podía tener capacidad para este rango.
1836- 6 de enero. Vuelve a figurar como distrito parroquial el caserío de Guadalupe, pero Suaza ya había logrado independizarse.
1865- Durante este año fue creada la Escuela de Varones con treinta y ocho alumnos y dirigida por el señor Emiliano Castillo, con un sueldo de $192, oo anuales pagado por la aldea de Guadalupe.
1886- 21 de septiembre. El Presbítero Rojas siendo Párroco de Guadalupe compró a los esposos Cecilito Rodríguez y María Vicenta Cuellar un lote de ochenta metros de frente por cincuenta y dos de fondo con destino a la construcción de un nuevo templo y casa cural.
1888- 5 de mayo. Es inaugurada la capilla de Santa Lucía, que lleva ese nombre porque allí se encontró una pequeña imagen enterrada de esta Virgen, esta capilla sirvió de oratorio mientras se construía el Templo actual.
1905- La Ley 46 que creó el departamento del Huila, considera a Guadalupe como uno de sus municipios y le deja los mismos límites.
1922- 29 de marzo. Mediante ordenanza de la Asamblea del Huila, es creada la Escuela Infantil de Guadalupe, dependiente de la escuela de varones.
1933- El conflicto con el Perú activó la construcción de la hoy carretera central que comunica al departamento del Caquetá con el resto del territorio nacional, a raíz de la construcción de esta carretera se crea la vereda Resinas que se inició como un caserío para los constructores de la carretera.
1950- 7 de noviembre. Centrales Eléctricas del Huila S.A. compró la planta eléctrica de la quebrada la Viciosa.
1955- El Padre José Darío Ovies Garcés, párroco de Guadalupe funda el colegio San Juan Bosco para varones, que inició con los grados 4° y 5° de primaria y 1° de bachillerato, como rector fue nombrado el Sr. Lisandro Trujillo, este funcionó en la capilla, en el año 1959 fue cerrado este plantel.
1959- Es creada la Agencia de la Caja Agraria y como su primer director se nombró al señor Félix María Cuenca Cadena. Hoy cuenta con sede propia.
1960- Fundan en Guadalupe un nuevo colegio parroquial con el nombre de María Auxiliadora, con los grados 1°, 2° y 3.º Como directora la señora Beatriz Duran.
1966- Mes de febrero. El colegio parroquial María Auxiliadora abre el grado 1° de bachillerato con un total de 20 alumnos, más la primaria completa de 1° a 5.º Este funcionó en el campamento dejado por la zona de carreteras.
1972- Mes de noviembre. Comienzan los estudios de prefactibilidad del programa internacional Ayuda Estudiantil, el proyecto se hizo realidad en 1973 con un capital de $7.000.000.oo que aprobó Ayuda Estudiantil de los Estados Unidos a través de esta fundación. El programa fue bien recibido y ha marcado una pauta en el desarrollo intelectual y material en todo el municipio.
1978- 12 de octubre. Fue sembrada la Ceiba de Guadalupe por el personero Jesús Antonio Tovar Arce, esta fue traída por el alcalde de la época, el señor Lisandro Trujillo Pérez. El parque se inició a construir con la colaboración del proyecto Planes Ltda. Que aportó los planos y la comunidad el trabajo.
1979- 12 de febrero. El colegio María Auxiliadora se trasladó al local propio, construido con Ayuda Estudiantil, la colaboración del municipio y padres de familia, sobre la avenida Cervantes y abren el grado 5° de bachillerato. El lote fue vendido por el señor Jorge Enrique Olave Trujillo y legalizado por el INCORA mediante escritura pública N.º 1199 del 29 de agosto de 1985.
1980- 3 de julio. Mediante decreto N.º 421 de la Secretaría de Educación Departamental, fue creado el Núcleo Educativo de Guadalupe con sede en el colegio María Auxiliadora, su primer director fue el Sr. Luis Ignacio Velázquez.
1988- 13 de marzo. Mediante voto popular, es elegido el señor Carlos Ezaut Son Perdomo como primer alcalde en esa modalidad en representación del partido conservador, para el periodo comprendido entre el 1° de junio de 1988 al 31 de mayo de 1990.
1994- Guadalupe recuerda su más reciente y dolorosa tragedia, el 1 de abril del año en mención, ocurrió el represamiento de la quebrada Viciosa, debido a deslizamientos producidos por la inestabilidad del terreno en ciertas zonas de la parte alta de la quebrada y al crudo invierno que por esos días azotaba la región. No obstante, Guadalupe se erige como uno de los municipios más prósperos del departamento y conserva su nivel de vanguardia en la toma de decisiones de carácter departamental.
1999- 11 julio. Se realiza la Consulta Popular para el cambio del día de mercado de los días sábado y domingo, a los días viernes y sábado. Esta consulta obtuvo un total de 1.502 votos a favor y 973 en contra del cambio. Aunque no se obtuvo el número de votos suficientes para que la consulta fuese válida; el alcalde Sr. Carlos Ezaut Son Perdomo decide cambiar por decreto los días de mercado a los viernes y sábados (Dec. 045 del 13-07-99).

## Economía
Sector primario
Comprende la agricultura ganadería y la piscicultura. La agricultura es desarrollada de manera tecnificada en las mejores tierras del municipio ubicadas en la parte plana. Se utiliza maquinaria para la siembra y el manejo de cultivos y en algunos casos para la recolección de cosechas. Ocupa un área importante con cultivos de maracuyá, ahuyama, tomate, cítricos, maíz, fríjol y hortalizas. Al interior de este sistema de producción se destaca también el manejo de praderas en forma intensiva, y algunas especies menores como aves, cerdos y estanques para peces.
Otra forma de explotación agrícola se presenta en los suelos de laderas en donde se produce la mayor cantidad de alimentos y productos comercializados fuera del municipio y departamento como el café y plátano.
En esta economía de minifundio y ladera el principal cultivo establecido es el café, con un área aproximada de 1.850 Has repartidas en 1.470 lotes; de las cuales 1.130 Has son variedad caturra, 359 ha variedad Colombia y 361 ha de café típica. 
La producción de café anual, estimada en el municipio de Guadalupe es de 3.370 Ton que se comercializan a través de la Federación de Cafeteros y particulares.
La Vereda los cauchos Guadalupe es una vereda rica en agricultura Ocupa un área importante con cultivos de maracuyá, ahuyama, tomate, cítricos, maíz, fríjol y hortalizas. Al interior de este sistema de producción se destaca también el manejo de praderas en forma intensiva, y algunas especies menores como aves, cerdos y estanques para peces.se encuentra a  5 minutos del casco urbano con una población de más de 400 habitantes entre los que se destaca la producción de sombreros de paja, artículos en fique y artículos de alfarería.
La ganadería es el otro renglón de importancia en el sector primario de Guadalupe. El 35% del área productiva del municipio está establecida en pastos naturales, destacando que en el área plana se está manejando ganadería intensiva y semiextensiva con variedades de pasto estrella y brachiaria. En las zonas altas, la mayor parte de la producción pecuaria es extensiva.
En cuanto a las razas y mejoramiento de estas, el trabajo ha sido muy deficiente y por lo tanto la producción de carne y leche es insuficiente para el abastecimiento interno del municipio. 
La explotación piscícola en el municipio se ha incrementado en los últimos años en forma artesanal familiar. No existen estanques comerciales en los 20.000 m² de lámina de agua y la producción apenas satisface el consumo interno.
Las principales especies explotadas son la mojarra plateada, mojarra roja, carpa, tilapia, cachama y bocachico, sábalo..
Sector secundario
En cuanto a la industria, Guadalupe no cuenta con la infraestructura necesaria para el desarrollo de este sector ni siquiera a mediana escala, ya que la manufacturación de bienes se hace en talleres artesanales muy esporádicos y generalmente de carácter familiar. Esto ocasiona que la industria sea artesanal y se limite a la producción de artesanías en iraca, arcilla y madera principalmente; entre los que se destaca la producción de sombreros de paja, artículos en fique y artículos de alfarería..
Sector terciario
En cuanto a los servicios, en el municipio de Guadalupe se destaca una vocación comercial de sus habitantes debido a la influencia del tránsito de personas por la vía a Florencia (Caquetá).
La influencia de esta vía hace posible la presencia de hoteles y restaurantes en el área urbana y el empleo ocasional de personas en la venta de comestibles y algunos productos agrícolas tanto en el área urbana como en el corredor de la vía. 
Por otro lado se encuentra el comercio normal de bienes y servicios de la canasta familiar, con un abastecimiento importante que surte el mercado local y la demanda de algunos visitantes de municipios vecinos de Suaza, Altamira y Garzón..

## Principales festividades

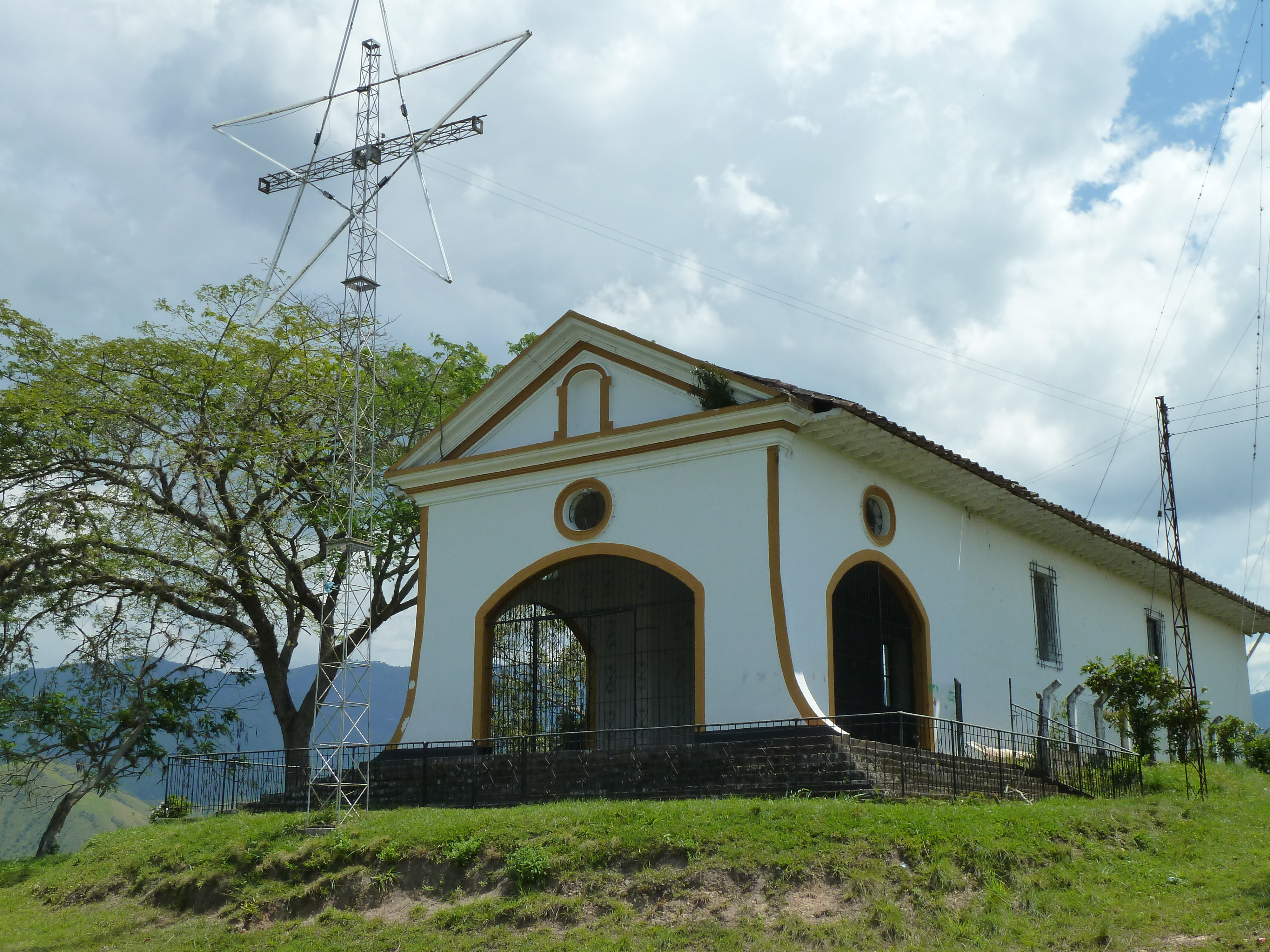
Capilla de Santa Lucía.

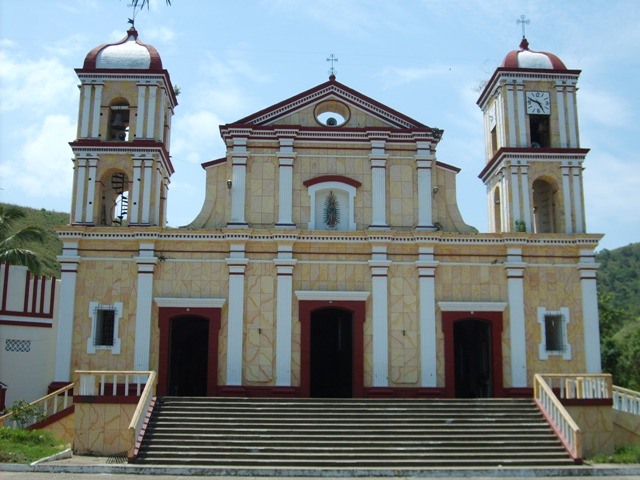
Iglesia de Guadalupe.

Uno de los atractivos religiosos del municipio es el cerro de Santa Lucía ubicada en la parte alta del municipio, donde cada año es venerada la Santa el día 13 de diciembre de cada año por muchos de sus devotos quienes de distintas partes del país viene a cumplir promesas y a pedir bendiciones de la vista de quienes es Patrona.
Guadalupe cuenta con una pequeña muestra de hueso, reliquia extraída de la rótula derecha de la Santa a la que muchos rinden devoción: esta reliquia es conservada en la casa cural y custodiada por el cura párroco de la localidad.
La leyenda de Santa Lucía cuenta que ella nació en Siracusa, Sicilia, alrededor del año 283. Se dice que su madre Eutychia, sufría de hemorragias y que ella la llevó a ver el cadáver de la virgen mártir Santa Ágata, la patrona de las hemorragias, donde recibió un alivio. La joven virgen que había sido prometida a un joven romano, usó esta oportunidad para tratar de convencer a su madre que no debía casarse porque había dedicado su virginidad a Dios. Al enterarse, el prometido se enfureció por el desprecio y la denuncia ante la ley.
El gobernador de Sicilia, Paschius, la condena a un prostíbulo, pero ella se rehusó a cumplir la pena, el castigo se cambia por la pena de muerte. Dicen que trataron de quemarla pero no pudieron por lo que optaron ejecutarla usando una espada, en ese momento pierde la vista y antes de morir la vuelve a recuperar, razón por la que la llaman la patrona de los ojos. Antes de morir pronuncia unas maldiciones "profecías" contra sus verdugos. Murió el 13 de diciembre del año 304.